# أنجيليكا كريلوفا
أنجيليكا ألكسيفنا كريلوفا (الروسية: Anzhelika Alekseevna Krylova ؛ من مواليد 4 يوليو 1973) راقصة جليد روسية متقاعدة. مع شريكها أوليغ أوفسيانيكوف، حصلت على الميدالية الفضية الأولمبية لعام 1998 وبطولة العالم مرتين (1998 ، 1999). عملت بعد ذلك مدربة ومصممة رقصات في موسكو، روسيا.
في بداية حياتها المهنية، تزلجت أنجيليكا كريلوفا مع فلاديمير ليليوخ وفلاديمير فيدوروف. فازت مع فيدوروف بالميدالية البرونزية في بطولة العالم عام 1993 واحتلت المركز السادس في التزلج الفني في الألعاب الأولمبية الشتوية 1994.